# 骨干
骨干（diaphysis，/daɪˈæfɪsɪs/；复数：diaphyses）是長骨的主體或中間部分，由骨皮质构成，通常含有骨髓和脂肪組織。
骨干是中间呈管状的部分，由骨密质组成，包围着一个中央髓腔，髓腔内含有红骨髓或黄骨髓。在骨干部，发生的是初级骨化过程。
尤文氏肉瘤好發於骨干部。

## 附图

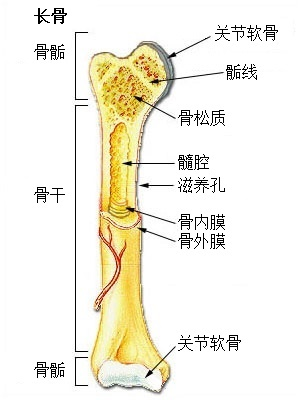
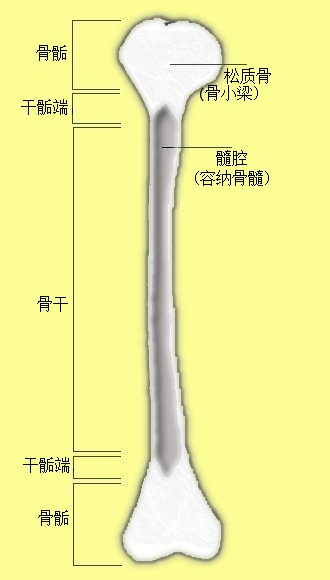
長骨